# Telmar
Telmar es un país ficticio creado por C.S. Lewis en su saga Las Crónicas de Narnia. Los telmarinos tienen mayor importancia en el libro El Príncipe Caspian. 
La tierra al oeste de Narnia es una región deshabitada de montañas conocidas como los Territorios Salvajes del Oeste. La tierra de Telmar está en algún lugar de esta región, pero su localización exacta no se conoce.
Su importancia radica en que sus habitantes conquistaron Narnia tras la desaparición de los hermanos Pevensie y el fin de la Edad de Oro.

## Origen de los telmarinos que aparecen enla serie
Según Aslan, estos humanos descendían de piratas españoles (por los nombres y vestimentas que portan los telmarinos al regreso de los Pevensie) de nuestro mundo que llegaron a una isla por culpa de una fuerte tormenta. Ellos mataron a sus habitantes y se casaron con sus esposas. En esa isla había uno de los últimos puentes entre nuestro mundo y el mundo de Narnia. Cuando llegaron, conquistaron Telmar.

## Historia de Telmar
Telmar era originalmente una colonia inestable del imperio Calormeno dentro del mundo de Narnia creada en el año narniano 300. 
Dos años más adelante, Aslan convirtió a los colonos calormenos por su crueldad y comportamiento atroz, en bestias mudas. Los salvajes necios resultantes pronto se destruyeron y la sociedad de Telmar colapsó.
En 460, piratas españoles de nuestro planeta llegan a Telmar mezclando fuertemente a sus familias con algunos colonos supervivientes de Calormen y empezó una nueva sociedad telmarina.
Debido a siglos de desorden, caos y hambre, finalmente una parte de los telmarinos decide salir en busca de nuevas tierras. No se sabe que sucede en los siguientes siglos con Telmar.
Sus habitantes se van a Narnia en el año 1998.

## Tiempo en Narnia
Tras una sequía y hambre en Telmar, los telmarinos conquistaron Narnia. Allí reino la dinastía Caspian (I-IX). Luego de morir Caspian IX, dejó como príncipe heredero a Caspian X. Pero su tío Miraz le arrebató el reino. Tras una guerra entre La Vieja Narnia (habitada por Bestias Parlantes y seres míticos de parte de Caspian) y Telmar, en la que participaron los antiguos reyes de Narnia; se decide un combate cuerpo a cuerpo entre Peter Pevensie y Miraz. Vence Peter y tras la coronación de Caspian X como rey de Narnia, Aslan, revive a los árboles y dando la opción a los telmarinos que quieran de volver a la tierra de sus ancestros llevando una buena vida para ellos y sus descendientes, entre los que regresan a la Tierra se encuentran el general Glozelle, la tía de Caspian, la Reina Prunaprismia y su hijo, y algunos consejeros de la Reina.

### Gobernantes telmarinos en Narnia
- Dinastía Caspian I-VIII
- Caspian IX
- Caspian X
- Miraz
- Los descendientes de Caspian X que gobiernan Narnia hasta su final (siendo los únicos conocidos Rilian, Erlian (padre de Tirian) y Tirian)

- Datos: Q2492630